# Базилевич Віра Петрівна
Ві́ра Петрі́вна Базиле́вич (17 (30) вересня 1909, Ногайськ (зараз Приморськ, Бердянський район, Запорізька область) — 1 вересня 1991, Одеса) — українська освітня і мистецька діячка, органістка, хорова диригентка, аранжувальниця, музикознавиця. Викладачка Одеської консерваторії (зараз Одеська національна музична академія імені Антоніни Нежданової), завідувачка кафедри духових, струнних і народних інструментів Одеської консерваторії (1955—1964), органістка Одеського театру опери і балету.

## Біографія
Народилась 17 вересня 1909 року у місті Ногайськ (зараз місто Приморськ Бердянського району, Запорізької області). У 1936 році закінчила Одеську консерваторію по класу кларнета (клас М. Чернятинського). Від 1936 по 1941 рік працювала викладачкою теорії музики Одеської консерваторії. З початком німецько-радянської війни, з 1941 по 1944 рік – викладачкою Румунської консерваторії. По закінченню війни, з 1944 року продовжила роботу в Одеській консерваторії, викладала теорію музичних дисциплін і техніки диригування. Одночасно 1949 року здобула освіту у Одеській консерваторії по класу диригування .  
У 1949 році ініціювала в Одеській консерваторії створення відділу народних інструментів. З 1954 року доцент, у 1955—1964 роках завідувачка кафедри духових, струнних і народних інструментів Одеської консерваторії. 
Одночасно працювала органісткою і клавесиністкою Одеського театру опери і балету, диригенткою симфонічного і духового оркестрів Одеського музичного училища.  
Авторка перекладень для кларнета з фортепіано, для духового оркестру, збірника п’єс для ансамблю дерев’яних духових інструментів, а також низки науково-методичних праць з диригування, зокрема: «Методика преподавания дирижирования», «Методика преподавания чтения и анализа партитур», «Возможные изменения фортепианной структуры при переложении фортепианных пьес для оркестра».  

## Відомі учні
- Михайло Гринишин, хоровий диригент, фольклорист, народний артист України
- Тимофій Гуртовий, диригент, тромбоніст, педагог. Народний артист СРСР
- Алла Серебрі, хоровий диригент, фольклорист, професор, заслужений діяч мистецтв України
- Леонід Джурмій, кларнетист, диригент, заслужений артист УРСР
- Каліо Мюльберг, кларнетист, заслужений діяч мистецтв України
- Віктор Дикусаров, композитор, баяніст, педагог
- Володимир Касьянов, диригент, домрист, заслужений артист УРСР